# Psychotria rosulatifolia
Psychotria rosulatifolia är en måreväxtart som beskrevs av John Duncan Dwyer. Psychotria rosulatifolia ingår i släktet Psychotria och familjen måreväxter. Inga underarter finns listade i Catalogue of Life.